# Dabulamanzi kaMpande
Dabulamanzi kaMpande est un commandant zoulou de la guerre anglo-zouloue, né en octobre 1839 et mort le 22 septembre 1886. C'est le demi-frère de Cetshwayo kaMpande, le roi zoulou de l'époque.

## Biographie
Son père est Mpande, le roi zoulou précédent, ce qui fait de lui un demi-neveu du légendaire Chaka. Sa mère est Sanguza.
Il combat à la bataille d'Isandhlwana, où il dirige le corps Undi. Il dirige les forces zouloues à la bataille de Rorke's Drift.
Il est exécuté pour avoir protesté contre la perte de territoire zoulou après la guerre civile entre Dinuzulu et Zibhebhu, lorsque les Boers intervinrent.